# Кифт, Ко
Ко Джейсон Кифт (англ. Ko Jason Kieft; 20 января 1998, Су-Сентер, Айова) — профессиональный американский футболист, тайт-энд клуба НФЛ «Тампа-Бэй Бакканирс». На студенческом уровне выступал за команду Миннесотского университета. На драфте НФЛ 2022 года был выбран в шестом раунде.

## Биография
Ко Кифт родился 20 января 1998 года в городе Су-Сентер в Айове. Один из трёх детей в семье. Его имя является производным от «Якобус», в честь прадеда, иммигрировавшего в США из Нидерландов. Кифт учился в старшей школе Су-Сентер, три года выступал за её футбольную команду на позициях лайнбекера и квотербека. Как лайнбекер включался в состав сборной звёзд штата по версии газеты Des Moines Register. На момент окончания школы занимал седьмое место в рейтинге лучших игроков штата по версии ESPN. Помимо футбола, играл в бейсбол, занимался борьбой и лёгкой атлетикой.

### Любительская карьера
После окончания школы Кифт поступил в Миннесотский университет. Сезон 2016 года он провёл в статусе освобождённого игрока, не принимая участия в официальных матчах. В 2017 году он дебютировал в турнире NCAA и сыграл в двенадцати матчах, преимущественно выходя на поле как игрок специальных команд. В 2018 году Кифт стал основным блокирующим тайт-эндом команды. Он сыграл в тринадцати матчах, три из них начал в стартовом составе.
В сезоне 2019 года Кифт принял участие в двенадцати играх «Миннесоты». В сокращённом из-за пандемии COVID-19 турнире 2020 года он провёл четыре матча, набрав на приёме 29 ярдов с тачдауном, ставшим первым в его карьере. В 2021 году он по-прежнему в основном работал в роли блокирующего, но в тринадцати проведённых играх набрал уже 101 ярд и занёс ещё один тачдаун. По итогам последнего сезона студенческой карьеры Кифт назывался в числе претендентов на место в сборной звёзд конференции.

#### Статистика выступлений в NCAA
| Сезон | Команда                 | Игры | Приём | Приём | Приём | Приём | Вынос | Вынос | Вынос | Вынос |
| Сезон | Команда                 | Игры | Rec   | Yds   | Y/A   | TD    | Att   | Yds   | Y/A   | TD    |
| ----- | ----------------------- | ---- | ----- | ----- | ----- | ----- | ----- | ----- | ----- | ----- |
| 2016  | Миннесота Голден Гоферс | —    | —     | —     | —     | —     | —     | —     | —     | —     |
| 2017  | Миннесота Голден Гоферс | 12   | 2     | 17    | 8,5   | 0     | 0     | 0     | 0,0   | 0     |
| 2018  | Миннесота Голден Гоферс | 13   | 1     | 19    | 19,0  | 0     | 0     | 0     | 0,0   | 0     |
| 2019  | Миннесота Голден Гоферс | 12   | 0     | 0     | 0,0   | 0     | 0     | 0     | 0,0   | 0     |
| 2020  | Миннесота Голден Гоферс | 4    | 2     | 29    | 14,5  | 1     | 1     | -2    | -2,0  | 0     |
| 2021  | Миннесота Голден Гоферс | 13   | 7     | 101   | 14,4  | 1     | 0     | 0     | 0,0   | 0     |
| Всего | Всего                   | 54   | 12    | 166   | 13,8  | 2     | 1     | -2    | -2,0  | 0     |

### Профессиональная карьера
В апреле 2022 года аналитики сайта CBS Sports называли Кифта лучшим блокирующим тайт-эндом, среди выходящих на драфт. К его недостаткам относили скорость ниже среднего уровня, неэффективность в пасовой игре и проблемы с выходом из-под прикрытия защитника. На драфте он был выбран «Тампой-Бэй Бакканирс» в шестом раунде. В мае Кифт подписал с клубом четырёхлетний контракт на общую сумму 3,79 млн долларов. Во время предсезонных сборов он работал в роли блокирующего. Обозреватель газеты Tampa Bay Times Джоуи Найт сравнивал его с фуллбеком Майком Олстоттом, бывшим звездой «Бакканирс» в конце 1990-х и начале 2000-х годов. Главный тренер команды Тодд Боулс называл его «игроком старой школы». В составе клуба Кифт дебютировал в матче первой игровой недели сезона против «Далласа».

#### Статистика выступлений в НФЛ

##### Регулярный чемпионат
| Сезон | Команда             | Игры | Приём | Приём | Приём | Приём | Вынос | Вынос | Вынос | Вынос |
| Сезон | Команда             | Игры | Rec   | Yds   | Y/A   | TD    | Att   | Yds   | Y/A   | TD    |
| ----- | ------------------- | ---- | ----- | ----- | ----- | ----- | ----- | ----- | ----- | ----- |
| 2022  | Тампа-Бэй Бакканирс | 9    | 4     | 52    | 13,0  | 0     | 0     | 0     | 0,0   | 0     |
| Всего | Всего               | 9    | 4     | 52    | 13,0  | 0     | 0     | 0     | 0,0   | 0     |

* На 8 ноября 2022 года